# Joe Dante
Joseph James "Joe" Dante Jr., född 28 november 1946 i Morristown i New Jersey, är en amerikansk regissör, producent, klippare och skådespelare. Dante är främst känd för Gremlins (1984), men har även regisserat Piraya (1978), Varulvarna (1981), Upptäckarna (1985), 24-timmarsjakten (1987),  En djävul till granne (1989), Gremlins 2 – Det nya gänget (1990), Matiné (1993), Små soldater (1998) och Looney Tunes: Back in Action (2003).

## Filmografi i urval

### Regi
- 1976 – Hollywood Boulevard
- 1978 – Piraya
- 1979 – Rock 'n' Roll High School (medregissör till Allan Arkush, ej krediterad)
- 1981 – Varulvarna
- 1982 – Police Squad! (TV-serie) (även Den nakna polisen)
- 1983 – Twilight Zone (segmentet "It's a Good Life")
- 1984 – Gremlins
- 1985 – Upptäckarna
- 1985 – Skymningszonen (TV-serie)
- 1987 – 24-timmarsjakten
- 1987 – Amazon Women on the Moon (flera segment)
- 1989 – En djävul till granne
- 1990 – Gremlins 2 – Det nya gänget
- 1991–1992 – Spökstan (TV-serie)
- 1993 – Matiné
- 1998 – Små soldater
- 2003 – Looney Tunes: Back in Action
- 2005–2006 – Masters of Horror (TV-serie)
- 2009 – The Hole
- 2011–2017 – Hawaii Five-0 (TV-serie)
- 2014 – Burying the Ex
- 2015–2016 – Salem (TV-serie)
- 2016 – Legends of Tomorrow (TV-serie)
- 2016 – MacGyver (TV-serie)
- 2018 – Nightmare Cinema (segmentet "Mirari")